# Mohrigia megalocornuta
Mohrigia megalocornuta är en tvåvingeart som först beskrevs av Werner Mohrig och Menzel 1992.  Mohrigia megalocornuta ingår i släktet Mohrigia och familjen sorgmyggor. Inga underarter finns listade i Catalogue of Life.